# Бортниково (Новгородская область)
Бортниково — деревня без постоянного населения в Старорусском муниципальном районе Новгородской области, с весны 2010 года относится к Великосельскому сельскому поселению.
Деревня расположена на реке Выдерка, в 9 км к юго-западу от посёлка при станции Тулебля. Деревня находится на Приильменской низменности на высоте 61 м над уровнем моря. Неподалёку от Выдерки расположена деревня Пестово (в 3 км к востоку).

## Население
| 2010 | 2011 | 2012 | 2013 |
| ---- | ---- | ---- | ---- |
| 0    | →0   | →0   | →0   |

## История
До весны 2010 года входила в ныне упразднённое Тулебельское сельское поселение.

## Транспорт
Ближайшая железнодорожная станция расположена в Тулебле.